# Аруанска кукабара
Аруанската кукабара (Dacelo tyro) е вид птица от семейство Halcyonidae.

## Разпространение
Видът е разпространен в Индонезия и Папуа Нова Гвинея.